# ییر کلین

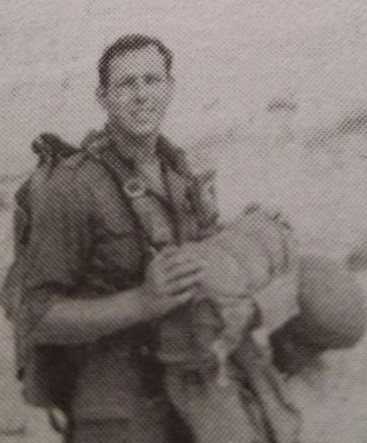
ییر کلین

ییر کلین (به انگلیسی: Yair Klein) (زادهٔ ۱۹۴۲) نظامی سابق ارتش اسرائیل که به اتهام آموزش شورشیان کلمبیا و قاچاق اسلحه، در چندین کشور تحت تعقیب است. او از سوی پلیس بین‌الملل نیز تعقیب شد و نهایتاً دولت روسیه وی را بازداشت کرد. در پی چندین ماه تنش، روسیه از تحویل او به کلمبیا خودداری کرد.